# Pete Fountain
Pour les articles homonymes, voir Pete et Fountain.

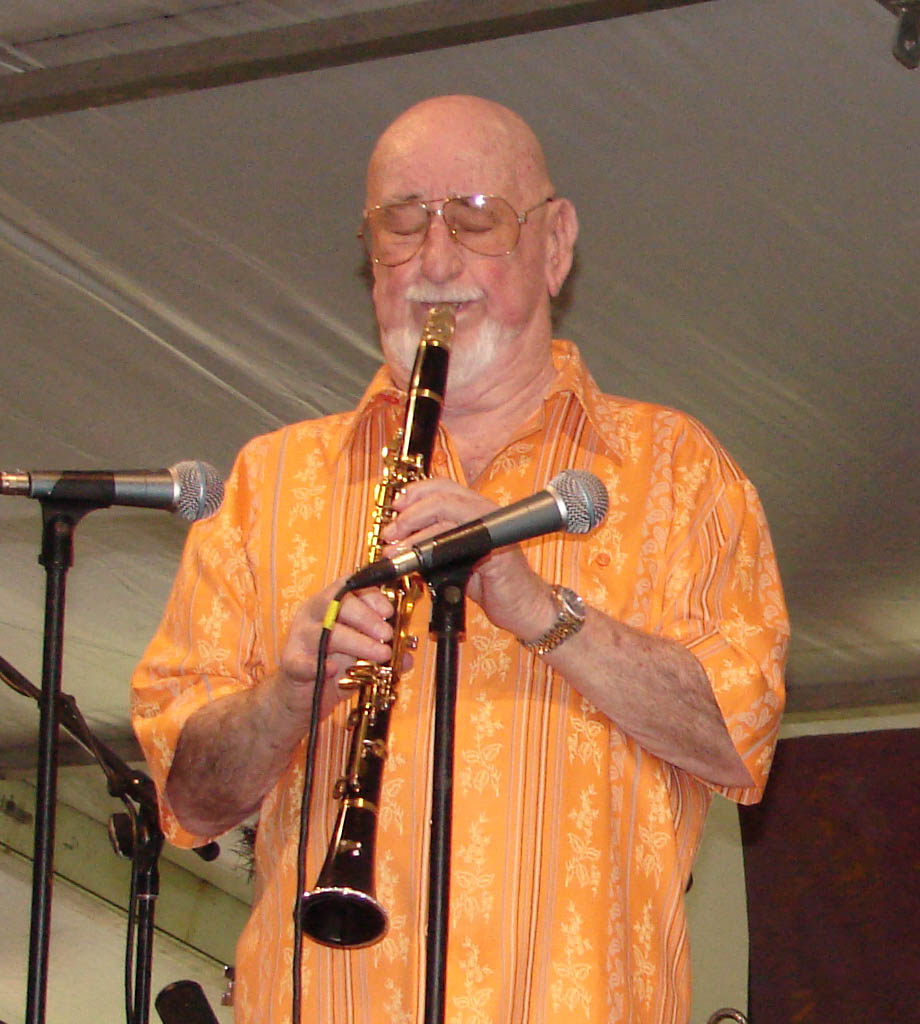
Pete Fountain en 2006.

Pierre Dewey LaFontaine, Jr., dit Pete Fountain, est un clarinettiste et saxophoniste de jazz américain, né à La Nouvelle-Orléans le 3 juillet 1930 et mort le 6 août 2016 dans la même ville.

## Biographie
Pete Fountain commence à jouer en 1942 et obtient son premier engagement important en 1948. Il travaille ensuite au sein de plusieurs formations, et avec Al Hirt entre autres. Il connaît une popularité nationale lorsqu’il participe à une émission de télévision entre 1957 et 1959. Il ouvre alors un club dans le French Quarter de La Nouvelle-Orléans et se produit à Hollywood, Las Vegas, Los Angeles, Nashville et dans sa ville natale. Auprès du grand public américain, il semble, à l'instar de  Papa Celestin, être devenu une institution locale.
Plusieurs modèles (grosse perce) de clarinette de la maison Georges Leblanc Paris ont été associés à son nom.

## Discographie
- Farewell Blues (avec Basin Street Six, 1950)
- At The Jazz Band Ball (avec Dukes of Dixieland, 1955)
- Music From Dixie (1961)